# 1927 a sportban
1927 főbb sporteseményei a következők voltak:
- A magyar jégkorong válogatott január 24-én Bécsben játszotta első mérkőzését.
- Filótás Ferenc vezetésével a Ludovika Akadémia megszervezi az első magyarországi öttusaversenyt. A rendezvény április 21-étől április 29-éig tartott és a győztes Filótás Tivadar lett.
- Az FTC tizedszer nyeri meg az NB1-et.
- július 18–30. – Az I. hivatalos sakkolimpia Londonban. A magyar csapat aranyérmet nyer.
- július – Az első női sakkvilágbajnokság Londonban, amelyet Vera Menchik nyert.
- szeptember 16.–november 29. – Sakkvilágbajnoki párosmérkőzés Buenos Airesben Capablanca és Aljechin között, amelyen Aljechin elhódította a világbajnoki címet.

## Születések
- január 7. – Abdul Hamid, olimpiai bajnok pakisztáni gyeplabdázó († 2019)
- január 8. – George Taliaferro, amerikai futballista († 2018)
- január 13. – Günther Brennecke, olimpiai bronzérmes német gyeplabdázó
- január 24. – Jackie Sewell, angol és zambiai válogatott angol labdarúgó, csatár († 2016)
- január 26. – Victor Mees, belga válogatott labdarúgó-középpályás († 2012)
- február 3. – Ilíasz Roszídisz, görög válogatott labdarúgó, hátvéd († 2019)
- február 7. – Vlagyimir Petrovics Kuc, olimpiai és Európa-bajnok szovjet hosszútávfutó atléta († 1975)
- február 8. – Robert Héliès, francia nemzetközi labdarúgó-játékvezető († 2019)
- február 12. – Aristeo Benavídez, argentin sielő († 2019)
- február 25. – Léopold Gernaey, belga válogatott labdarúgókapus († 2005)
- március 2. – Roger Walkowiak, Tour de France-győztes francia kerékpárversenyző († 2017)
- március 11. – Odette Drand, francia vívó, olimpikon († 2019)
- március 21. – Gordon Crosby, kanadai atléta, rövidtávfutó, olimpikon († 2019)
- március 23. – Benedek Gábor, olimpiai bajnok öttusázó
- április 1. – Walter Bahr, amerikai válogatott labdarúgó, hátvéd, edző († 2018)
- április 2. – Puskás Ferenc, a legismertebb magyar labdarúgó, A Nemzet Sportolója († 2006)
- április 4. – Don Hasenmayer, amerikai baseballjátékos († 2020)
- április 16. – Tóth Gyula, olimpiai és világbajnoki bronzérmes magyar birkózó († 2001)
- április 20.
  - Roger Decock, Párizs–Nizza és Flandriai körverseny győztes belga országúti kerékpáros († 2020)
  - Phil Hill, autóversenyző († 2008)
- április 22. – Ted Hibberd, olimpiai bajnok kanadai jégkorongozó († 2017)
- április 26. – Jackie Robinson, olimpiai bajnok amerikai kosárlabdázó
- április 29. – Ted Burgin, angol labdarúgókapus († 2019)
- május 24. – Claude Abbes, francia válogatott labdarúgó († 2008)
- június 10. – Hugo Budinger, olimpiai bronzérmes német gyeplabdázó († 2017)
- június 24. – Alfons Van Brandt, belga válogatott labdarúgóhátvéd († 2011)
- június 25. – Róka Antal, atléta, távgyalogló († 1970)
- július 7. – Henri Dirickx, belga válogatott labdarúgó, hátvéd († 2018)
- július 12. – Gyetvai Elemér, világbajnok asztaliteniszező († 1993)
- július 23. – Werner Rosenbaum, olimpiai bronzérmes német gyeplabdázó († 2008)
- július 25. – Abdálazíz Ben Tífúr, algériai születésű francia válogatott labdarúgó, edző († 1970)
- augusztus 6. – Theodor Wagner, világbajnoki bronzérmes osztrák válogatott labdarúgó, olimpikon († 2020)
- augusztus 8. – Bill Gadsby, HHOF-tag, kanadai jégkorongozó († 2016)
- augusztus 9. – Kalevi Tuominen, finn kosárlabdázó, kézilabdázó és labdarúgó, kosárlabda edző, olimpikon, a Finn Kosárlabda Hírességek Csarnokának tagja († 2020)
- augusztus 13. – Nagy László, Európa-bajnok műkorcsolyázó, orvos († 2005)
- augusztus 21. – Raghbír Szingh Bhola, olimpiai bajnok indiai gyeplabdázó († 2019)
- augusztus 30. – Dunc Fisher, kanadai jégkorongozó, csatár († 2017)
- augusztus 31. – Ingvar Ericsson, svéd atléta, középtávfutó, olimpikon († 2020)
- szeptember 2.
  - Csík Tibor, olimpiai bajnok ökölvívó († 1976)
  - Jean-Pierre Souche, Európa-bajnoki bronzérmes francia evezős, olimpikon († 2020)
- szeptember 7. – Freddie Glidden, skót labdarúgó († 2019)
- szeptember 13. – Maurice Lafont, francia válogatott labdarúgó, edző († 2005)
- szeptember 18. – Hugo Dollheiser, olimpiai bronzérmes német gyeplabdázó († 2017)
- október 10. – Renzo Burini, olasz válogatott labdarúgó, csatár, olimpikon († 2019)
- október 23. – Gyarmati Dezső, háromszoros olimpiai bajnok vízilabdázó († 2013)
- október 31. – Pieter Van Den Bosch, belga válogatott labdarúgó-középpályás, edző († 2009)
- november 2. – Jef Van Der Linden, belga válogatott labdarúgóhátvéd († 2008)
- november 8. – Laurie Johnson, barbadosi krikettjátékos († 2020)
- november 15. – Joan Segarra, spanyol válogatott labdarúgó, edző († 2008)
- november 20. – Vahtang Balavadze, olimpiai bronzérmes, világbajnok szovjet–grúz birkózó († 2018)
- november 21. – Gordon Christian, olimpiai ezüstérmes amerikai jégkorongozó († 2017)
- november 30. – Tod Sloan, Stanley-kupa-győztes és világbajnoki ezüstérmes kanadai jégkorongozó († 2017)
- december 6. – Marcel Pelletier, kanadai jégkorongozó, játékosmegfigyelő († 2017)
- december 14. – Nyikolaj Matvejevics Tatarinov, olimpiai ezüstérmes szovjet-orosz öttusázó († 2017)
- december 29. – Andy Stanfield, olimpiai bajnok amerikai atléta († 1985)

## Halálozások
| Halálozás     | Név                     | Nemzetiség, sportág, eredmények                                                             | Születés |
| ------------- | ----------------------- | ------------------------------------------------------------------------------------------- | -------- |
| január 22.    | Bodor Ödön              | magyar válogatott labdarúgó, olimpiai bronzérmes atléta                                     | 1882     |
| február 21.   | Thomas Ryan             | új-zélandi festő és rögbijátékos                                                            | 1864     |
| február 24.   | Charlie Bennett         | amerikai baseballjátékos                                                                    | 1854     |
| március 27.   | Joe Start               | amerikai baseballjátékos és menedzser                                                       | 1842     |
| július 3.     | Gérard de Courcelles    | Le Mans-i 24 órás verseny győztes francia autóversenyző                                     | 1894     |
| július 7.     | Émile Coste             | olimpiai bajnok francia vívó                                                                | 1862     |
| július 14.    | Fritz Hofmann           | olimpiai bajnok német tornász, olimpiai ezüstérmes atléta                                   | 1871     |
| augusztus 16. | Jerry Denny             | amerikai baseballjátékos                                                                    | 1859     |
| augusztus 29. | Johan Edman             | olimpiai bajnok svéd kötélhúzó                                                              | 1875     |
| szeptember 6. | Lave Cross              | amerikai baseballjátékos                                                                    | 1866     |
| október 12.   | Søren Peter Christensen | olimpiai ezüstérmes dán tornász                                                             | 1884     |
| október 22.   | Ross Youngs             | World Series bajnok amerikai baseballjátékos, National Baseball Hall of Fame and Museum tag | 1897     |
| november 22.  | Ernest Lespinasse       | olimpiai bronzérmes francia tornász                                                         | 1897     |
| december 17.  | Bill Gilbert            | amerikai baseballjátékos                                                                    | 1868     |